# جامعة نيومكسيكو مدرسة الطب
جامعة نيومكسيكو مدرسة الطب (بالإنجليزية: University of New Mexico School of Medicine)‏ هي إحدى الكليات لتدريس الطب في الولايات المتحدة الأمريكية. تقع في مدينة ألبيكيرك في ولاية نيومكسيكو الأمريكية. نوع الشهادة الطبية التي يتم تحصيلها هناك هي دكتور في الطب.